# AFL Commission
L'AFL commission è l'organizzazione che controlla il football australiano nel mondo. L'AFL commission organizza vari tornei internazionali, come l'international cup, e campionati continentali, come Euro cup. L'organizzazione è suddivisa in varie confederazioni nazionali e continentali come: AFL Europe, AFL Asia, AFL South Africa, AFL Japan, AFL New Zealand, AFL Nauru.
In Italia, l'organo che controlla lo sviluppo del football australiano è l'AFL Italia. Essa organizza la coppa Italia e il campionato formato da tre squadre: Milano Footy Eagles, Genova Dockers e Roma blues. Esse si affrontano nella stagione regolare e le prime due classificate giocano la grand final. Inoltre esistono una nazionale maschile e femminile che giocano l'Euro Cup ogni anno.